# Brassica rupestris
Brassica rupestris là một loài thực vật có hoa trong họ Cải. Loài này được Raf. mô tả khoa học đầu tiên năm 1810.